# Двадцять друга поправка до Конституції США

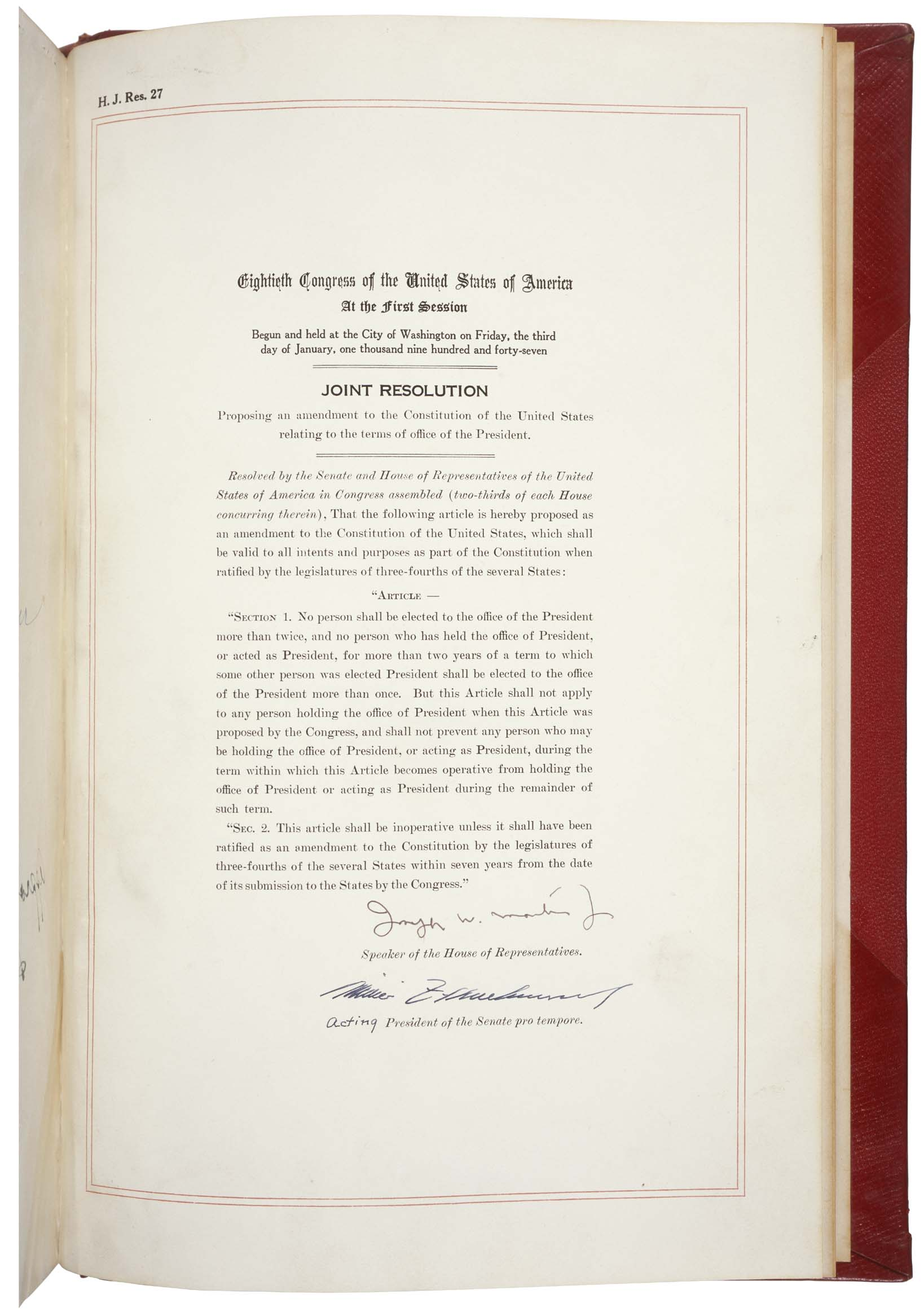
Двадцять друга поправка

Двадцять друга поправка до Конституції США (англ. Twenty-second Amendment to the United States Constitution) була прийнята Конгресом 24 березня 1947 року і ратифікована 27 листопада 1951 року. Вона установлює, що жодна людина не може бути обрана Президентом США більше, ніж двічі. Якщо певна особа була президентом впродовж терміну, на який був обраний інший Президент, більшим за два роки (зазвичай таке трапляється у разі смерті або відставки попереднього Президента), згодом може лише раз переобратися на цю посаду.

## Текст поправки
| 1. Нікого не можна обирати Президентом Сполучених Штатів більше, ніж двічі. Той, хто був Президентом чи виконував обов'язки Президента понад два роки протягом терміну, на який іншу особу було обрано Президентом, може бути обраний Президентом тільки один раз. Втім, ця стаття не поширюється на особу, яка була Президентом у той час, коли Конгрес запропонував цю статтю, і не перешкоджає особі, яка буде Президентом чи виконуватиме обов'язки Президента протягом терміну, під час якого стаття набере чинності, бути Президентом чи виконувати обов'язки Президента протягом решти цього терміну. 2. Ця стаття не набере чинності, доки не буде ратифікована як поправка до Конституції законодавчими органами трьох четвертин штатів протягом сімох років після подання її Конгресом. Оригінальний текст (англ.) 1. No person shall be elected to the office of the President more than twice, and no person who has held the office of President, or acted as President, for more than two years of a term to which some other person was elected President shall be elected to the office of the President more than once. But this article shall not apply to any person holding the office of President when this article was proposed by the Congress, and shall not prevent any person who may be holding the office of President, or acting as President, during the term within which this article becomes operative from holding the office of President or acting as President during the remainder of such term. 2. This article shall be inoperative unless it shall have been ratified as an amendment to the Constitution by the legislatures of three-fourths of the several States within seven years from the date of its submission to the States by the Congress. |

## Історія

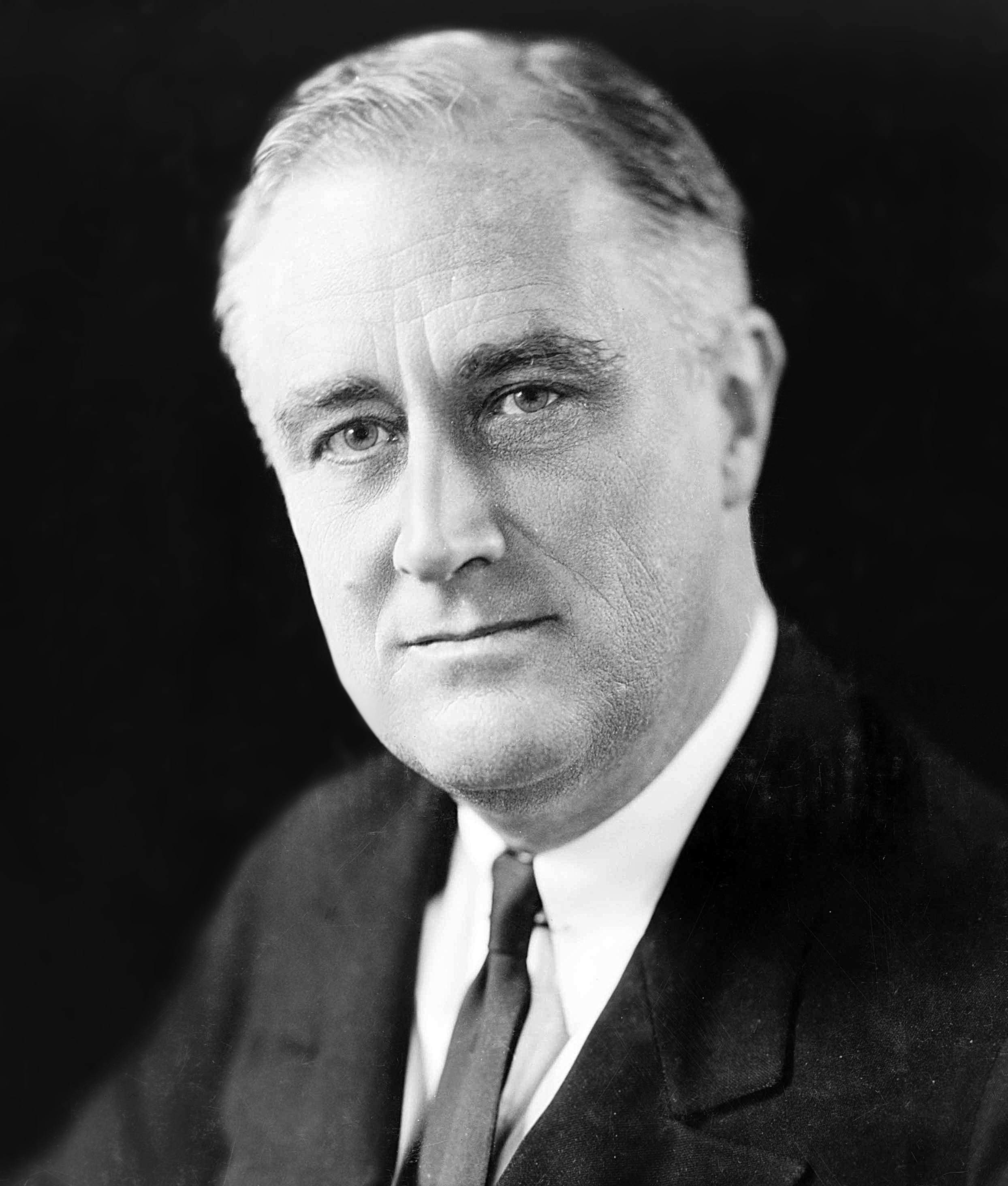
Франклін Делано Рузвельт, єдиний президент США, який обирався на цю посаду більше, ніж двічі

Ще перший Президент США, Джордж Вашингтон, пробувши на своїй посаді вісім років (два терміни), відмовився балотуватися втретє. Сам Вашингтон пояснив свою відмову похилим віком, але більшість істориків убачають у цьому рішенні небажання створити умови для розвитку монархії, захоплення влади однією людиною. Традицію першого Президента продовжили його наступники — Томас Джефферсон, Джеймс Медісон, Джеймс Монро; ця традиція продовжилася більше 130 років. Час від часу у деяких президентів виникали задуми обиратися на третій термін, але з різних причин ці задуми не були реалізовані. Наприклад, Гровер Клівленд мав намір балотуватися 1896 року, це би був його другий підряд і третій взагалі термін, але втратив популярність в народі та у партії внаслідок паніки 1893. Теодор Рузвельт балотувався на виборах 1912, провівши перед тим два терміни на посту президента з 1901 по 1909 рік (вперше обійняв цей пост як віце-президент після вбивства Вільяма Мак-Кінлі, вдруге — переміг на виборах), але зазнав поразки.
Тільки Франклін Рузвельт порушив традицію, будучи обраним Президентом втретє і навіть вчетверте. Така висока підтримка Рузвельта пояснюється тим, що у той час у світі відбувалася Друга світова війна, на тлі якої вдала економічна й воєнна політика президента була популярною в народі. Проте Франклін Рузвельт не провів на посту повних чотири терміни — уже на 61-ий день четвертого терміну він помер від крововиливу в мозок, а пост зайняв Гаррі Трумен.
Після смерті Рузвельта американські політики, що побоювалися повторення прецеденту, вирішили прийняти поправку до Конституції, яка б забороняла обрання Президентом особи більше, ніж два рази. Поправка була прийнята Конгресом 24 березня 1947 року і ратифікована 27 листопада 1951 року тридцятьма шістьма штатами (Оклахома і Массачусетс проголосували проти поправки; Род-Айленд, Аризона, Кентуккі, Вашингтон і Західна Вірджинія так і не ратифікували її).
Поправка не мала зворотної сили, через що Гаррі Трумен мав теоретичну можливість балотуватися на третій термін — хоча його перший термін тривав майже повні 4 роки, він не був обраний на нього, а отримав у результаті смерті Рузвельта (через 3 місяці після чергової інавгурації). Трумен не скористався цією можливістю і в 1952 році відмовився від участі у виборах.
Після прийняття поправки було декілька спроб її скасувати (зокрема, це хотів зробити Рональд Рейган), але вони не увінчалися успіхом.